# Локе (Табор)
Локе (словен. Loke) — поселення в общині Табор, Савинський регіон, Словенія. 
Висота над рівнем моря: 357,7 м.